# La novia (pel·lícula de 2015)
La novia és una pel·lícula espanyola de 2015 dirigida per Paula Ortiz Álvarez. Es tracta d'una adaptació lliure de l'obra Bodas de sangre del poeta Federico García Lorca. Fou nominada a dotze Premis Goya, incloent millor pel·lícula, millor director, millor interpretació femenina i millor interpretació masculina. En el repartiment hi figuren els actors Alex García, Inma Cuesta, Asier Etxeandía, Leticia Dolera, Carlos Álvarez-Nóvoa o Ana Fernández.
És el segon llargmetratge de la directora, després de De tu ventana a la mía (2011).

## Argument
Prenent com a base l'obra de Lorca, la pel·lícula centra el seu eix principal en les figures del promès ("el novio"), interpretat per (Asier Etxeandía) i la núvia ("la novia"), interpretat per Inma Cuesta. Leonardo (Alex García) és un amic de la núvia que completa el triangle amorós que sustenta la trama de la pel·lícula.

## Repartiment principal
| Intèrpret            | Personatge         |
| -------------------- | ------------------ |
| Inma Cuesta          | la núvia           |
| Asier Etxeandía      | el nuvi            |
| Alex García          | Leonardo           |
| Luisa Gavasa         | la mare            |
| Carlos Álvarez-Nóvoa | el pare            |
| Leticia Dolera       | muller de Leonardo |
| María Alfonsa Rosso  | pidolaire          |

## Producció
La pel·lícula fou rodada a diversos indrets d'Aragó: El Temple (Osca), el monestir de Casbas (Osca), La alberca de Loreto (Osca), El Bayo (Saragossa) i a Mediana de Aragón (Zaragoza). També, certes escenes també foren rodades a llocs com la Capadòcia (Turquia).

## Palmarès
30a edició des Premis Goya
| Categoria                        | Nominacions                               | Resultat |
| -------------------------------- | ----------------------------------------- | -------- |
| Millor pel·lícula                |                                           |          |
| Millor direcció                  | Paula Ortiz Álvarez                       |          |
| Millor interpretació masculina   | Asier Etxeandía                           |          |
| Millor interpretació femenina    | Inma Cuesta                               |          |
| Millor actiu secundària          | Luisa Gavasa                              |          |
| Millor actor revelació           | Álex García                               |          |
| Millor guió adaptat              | Paula Ortiz Javier García Arredondo       |          |
| Millor direcció artística        | Jesús Bosqued Maté Pilar Quintana         |          |
| Millor fotografia                | Migue Amoedo                              |          |
| Millor so                        | Clemens Grulich César Molina Nacho Arenas |          |
| Millor música original           | Shigeru Umebayashi                        |          |
| Millor maquillatge i perruqueria | Esther Guillem Pilar Guillem              |          |

3a edició des Premis Feroz
| Categoria                   | Nominació                           | Resultat   |
| --------------------------- | ----------------------------------- | ---------- |
| Millor pel·lícula dramàtica | La Novia                            | Guanyadora |
| Millor direcció             | Paula Ortiz Álvarez                 | Guanyadora |
| Millor actriu protagonista  | Inma Cuesta                         | Guanyadora |
| Millor actriu secundària    | Luisa Gavasa                        | Guanyadora |
| Millor actor secundari      | Carlos Álvarez-Novoa                | Nominada   |
| Millor guió                 | Paula Ortiz Javier García Arredondo | Nominada   |
| Millor música original      | Shigeru Umebayashi                  | Guanyadora |
| Millor cartell              | La Novia                            | Nominada   |
| Millor tràiler              | La Novia                            | Nominada   |

71a edició dels premis del Círculo de Escritores Cinematográficos
| Categoria                | Nominació                           | Resultat |
| ------------------------ | ----------------------------------- | -------- |
| Millor pel·lícula        |                                     |          |
| Millor direcció          | Paula Ortiz Álvarez                 |          |
| Millor actriu            | Inma Cuesta                         |          |
| Millor actriu secundària | Luisa Gavasa                        |          |
| Millor guió adaptat      | Paula Ortiz Javier García Arredondo |          |
| Millor fotografia        | Miguel Ángel Amoedo                 |          |
| Millor muntatge          | Javier García                       |          |
| Millor música            | Shigeru Umebayashi                  |          |

8a edició dels Premis Gaudí
| Categoría                                | Nominació                    | Resultat |
| ---------------------------------------- | ---------------------------- | -------- |
| Millor pel·lícula en llengua no catalana |                              |          |
| Millor actriu                            | Inma Cuesta                  |          |
| Millor vestuari                          | Arantxa Ezquerro Miriam Doz  |          |
| Millor maquillatge i perruqueria         | Esther Guillem Pilar Guillem |          |